# Margareta dominica
Margareta dominica är en insektsart som beskrevs av White 1878. Margareta dominica ingår som enda art i släktet Margareta och familjen Rhyparochromidae. Inga underarter finns listade i Catalogue of Life.